# Teleki (Somogy)
Teleki é um município da Hungria, situado no condado de Somogy. Tem 8,05 km² de área e sua população em 2019 foi estimada em 209 habitantes.